# Куяви (Мазовецьке воєводство)
Куяви (пол. Kujawy) — село в Польщі, у гміні Мясткув-Косьцельни Ґарволінського повіту Мазовецького воєводства.
Населення — 239 осіб (2011).
У 1975-1998 роках село належало до Седлецького воєводства.

## Демографія
Демографічна структура станом на 31 березня 2011 року:
|          | Загалом | Допрацездатний вік | Працездатний вік | Постпрацездатний вік |
| -------- | ------- | ------------------ | ---------------- | -------------------- |
| Чоловіки | 110     | 22                 | 75               | 13                   |
| Жінки    | 129     | 28                 | 70               | 31                   |
| Разом    | 239     | 50                 | 145              | 44                   |